# Neuratelia tibialis
Neuratelia tibialis är en tvåvingeart som beskrevs av Mitsuhiro Sasakawa 2004. Neuratelia tibialis ingår i släktet Neuratelia och familjen svampmyggor. Inga underarter finns listade i Catalogue of Life.